# Pteralopex flanneryi
Pteralopex flanneryi is een vleermuis uit het geslacht apenkopvleermuizen (Pteralopex) uit Papoea-Nieuw-Guinea. Deze vleermuis werd in 2005 voor het eerst beschreven.

## Kenmerken
P. flanneryi is de grootste soort van zijn geslacht. De korte vacht is over het hele lichaam zwart, al is er soms een lichte gele plek op de borst te vinden. De schedel is veel groter dan die van P. anceps en bevat smallere voortanden en grotere valse kiezen en kiezen. De voorarmlengte bedraagt 159 tot 169 mm, de kop-romplengte 247 tot 285 mm, de oorlengte 20 tot 26 mm en het gewicht 790 gram.

## Ontdekking
Pteralopex flanneryi komt voor in laaglandregenwoud tot 200 m hoogte op Buka, Bougainville, Choiseul en Santa Isabel, Puruata (bij Bougainville) en Barora Fa (bij Santa Isabel) (deze eilanden liggen in Papoea-Nieuw-Guinea en de Salomonseilanden).
De aanwezigheid van deze soort vleerhond was eerder bekend. Op Choiseul is het dier voor het laatst gevangen in 1964, op Bougainville in 1968 en op Buka in 1987. In de jaren 90 is het verschillende expedities niet gelukt opnieuw een exemplaar te vangen, al is er in 2000 nog een exemplaar gevangen op Santa Isabel. Twaalf exemplaren van deze voor 2005 verzamelde dieren werden niet als aparte soort herkend, maar gedetermineerd als de (grotendeels sympatrisch levende) Bougainvilleapenkopvleermuis (P. anceps).
Deze nieuwe soort is waarschijnlijk het nauwst verwant aan de punttandvleerhond (P. atrata) van Guadalcanal en New Georgia. De soort is genoemd naar de Australische bioloog Tim Flannery ter ere van zijn vele onderzoeken naar de zoogdieren van Melanesië en in het bijzonder de Salomonseilanden. P. flanneryi leeft waarschijnlijk voornamelijk van vruchten.

## Status als bedreigde soort
Uit de nieuwe en eerder bekende gegevens over deze vleerhond blijkt dat dit dier alleen maar schijnt voor te komen in primair (ongerept) regenwoud.
Ontbossingen, verstoring en jacht zijn bedreigend voor de overleving van deze soort. Vooral jacht op dit grote dier is een gevaar. Daarbij komt dat er tussen 1987 en 2000 sociale onrust heerste, meestal een slecht klimaat voor handhaving van natuurbeschermingswetgeving. Daarom staat Pteralopex flanneryi als ernstig bedreigd (kritiek) op de Rode Lijst van de IUCN.